# La Ronde des heures (film 1931)
La Ronde des heures è un film del 1931 diretto da Alexandre Ryder.
Nel 1949 fu fatto il remake: La Ronde des heures

## Trama
Un cantante perde la sua voce ed è costretto dai suoceri a lasciare la moglie e i suoi figli. Il cantante diventerà un clown di successo, per poi riaquistare la voce, la moglie ed i figli.